# Domenico Lorenzo Ponziani
Domenico Lorenzo Ponziani (c.1719 – c.1796) foi um professor de direito, padre e jogador de xadrez italiano do século XVIII. Ponziani também compunha problemas de xadrez e é mais conhecido por suas publicações sobre o xadrez.
Ponziani nasceu em Modena e se graduou em direito na Universidade de San Carlo, sendo admitido para o conselho de advogados em 1745. Foi professor de Direito Civil na Universidade de Módena e Reggio Emília de 1742 a 1772 quando se aposentou com uma pensão de professor honorário. Em 1764 se ordenou padre da Igreja Católica e em 1766 se tornou o cônego da Catedral de Modena. Tornou-se vigário-geral em 1784, recebendo o título de Protonotário Apostólico, e se tornando Administrador diocesano em 1785. Ponzioni faleceu em Modena e está enterrado na catedral de Modena.

## Livros publicados
Ponziani foi amigo de Ercole del Rio e Giambattista Lolli, outros enxadristas de Modena, e eram coletivamente conhecidos como os fundadores da Escola Italiana de xadrez. Em 1769 publicou a primeira edição de Il giuoco incomparabile degli scacchi (O Incomparável Jogo de Xadrez). A segunda edição de 1782 foi melhorada fornecendo detalhes dos princípios da escola de pensamento italiana exemplificada no século XVII por enxadristas italianos como Gioachino Greco.